# 凱特·亞莉克莎
凯特·亚莉克莎·古丁丝奇（1988年3月2日（墨尔本维多利亚）—），是澳大利亚流行歌手，她也是澳大利亚音乐发起人迈克尔·古丁丝奇（员佐勋衔）之女。 亚莉克莎于2004年首次受到大众瞩目，她的单曲《永远存在》(Always There)在7频道播出的电视剧《聚散离合》(Home and Away)中占有很重要的位置。她的第二张单曲反响平平，但是，在她支持了后街男孩的澳洲巡演之后，凯特的第三张单曲《所有我听到的》(All I Hear)直接冲进了澳大利亚唱片业协会榜(ARIA)的榜单前十名，并且连续八周保持在前二十名的位置。

## 背景
亚莉克莎的音乐生涯从十三岁开始，她那时写下了人生中的第一首歌曲，一年后，她开始制作录音样带。她录的第一首歌曲是《彩虹的颜色》(Colors of the Rainbow)，她说：“这首歌真的很有趣，但是我想我不会把它播放给任何人听。”
在2004年的年中，她开始和自由音乐（她父亲名下的公司）签订了一份录制协议。

## 音乐生涯

### 《破碎与美丽》(2004-2006)
在2004年，亚莉克莎上中学7年级，当时正值2004年悉尼奥运会期间，而她的首张单曲《永远存在》被选作7频道的电视剧《聚散离合》宣传片的影视原声。这给亚莉克莎提供了一个有价值的宣传，有许多观众都想要更多地了解这首歌曲。这对她而言是相当值得的，因为这首歌对她非常有意义。
在2005年，当亚莉克莎发行第二张单曲《终会成功》的时候，她正在墨尔本女子文法学校(Melbourne Girls Grammar School)完成12年纪的课程（学习摄影、英语、法律和信息技术）。这首歌写的是把握机会，是另一首排名在前30位的单曲。同年，亚莉克莎高中毕业，知道了完成学业的重要性，并且她决定音乐是她想做一辈子的事情。
她在2006年，18岁生日的时候，发行了她的第三张单曲《所有我听到的》。正值庆祝的时候，她被发现患上了腺热，而且由于这个原因，她无法为这首歌的宣传做太多的工作。这首歌在澳大利亚唱片业协会榜的单曲榜取上得的最好成绩是第九名，亚莉克莎说：“能够冲进前十名，感觉就很不可思议了。人们在推广这首歌曲，这对我的意义重大。”
在2006年9月4日，亚莉克莎发行了她的第四首单曲《在那里的某个人》，再次获得前三十名的成绩，并且在同年的9月23日，亚莉克莎发行了她期待已久的首张专辑《破碎与美丽》，她形容这张专辑是她的人生和过去的这些年的人生旅途的写照，并且她声称在专辑里的一切都是真实的。

### 专辑间隔期(2007-2008)
在2007，亚莉克莎为澳大利亚电视剧《美人鱼》(H2O: Just Add Water)第二季的影视原声大碟（名字同样是《美人鱼》），写下并录制的12首原创歌曲，附加主题曲《寻常女孩》和来自专辑《破碎与美丽》中的两首歌曲。
在2007年底，亚莉克莎与澳大利亚制作人莫利·梅尔德伦(Molly Meldrum)和美国说唱歌手贝比·贝许合作，以录制一首来自沃麦克&沃麦克(Womack & Womack)的翻唱歌曲《眼泪》(Teardrops)，这首歌是亚莉克莎于2008年发行的第二张录音室专辑中的第一首单曲。
2008年的2月和3月，凯特支持了辛蒂·罗波在澳大利亚的全国巡演。她在这个巡演上的演唱曲目，确定了有三首新歌，可能出现在她的第二张专辑中，分别是《无法比拟》(Nothing Compares)、《樱桃汽水》(Cherry Pop)和《坠入爱河》(Hit by Love)。
在2008年4月16日，《破碎与美丽》在日本发行，其中加上了两首额外的曲目，《一直走》和纯乐队演奏版的《永远存在》。这张专辑发行时，并未获得太多关注，因此也没有进入排行榜。

### 《迷恋》（2009年至今）
自2008年年初起，亚莉克莎一直忙于她的第二张名为《迷恋》(Infatuation)的录音室专辑，原本设想是在2008年末发行，但是由于许多事情的耽误，现在将于2012年8月17日发行。她的官方网站声明，她想出了一种新的声音，她自己将其描述成“流行的边缘”。
在2011年，两首单曲和视频先于该专辑被发行，同名主打歌以及《X级》。这两首单曲和该专辑，都未进入澳大利亚的排行榜。
在2010年1月，昆士兰黄金海岸的“潮湿与狂野”节上，亚莉克莎是部分的主力阵容。
《迷恋》的第三张单曲《我正坠落》(I'm Falling)的视频，于2012年7月16日发行。该专辑的第四章单曲《我否认》(I Deny)于2012年12月发行。再次，随后的几首单曲皆未进入澳大利亚的排行榜。

## 个人生活
凯特会弹钢琴，而且正在自学吉他。她说过摄影是她在学校时的爱好。她听一些艺术家，如艾拉妮丝·莫莉塞特(Alanis Morissette)、绿洲乐队(Oasis)、天钩乐队(Skyhooks)和麦当娜(Madonna)的音乐。她还说过，她感兴趣的是时尚、设计鞋子如芭蕾平底鞋。

## 唱片分类目录
- 2006: 《破碎与美丽》
- 2007: 《美人鱼》
- 2012: 《迷恋》